# Birgit Ente
Birgit Ente (Alkmaar, 27 juli 1988) is een Nederlandse judoka.
Ente werd in 2006 voor het eerst Nederlands kampioen. Ze won de jaren daarna meerdere medailles op enkele Nederlandse en internationale toernooien, met als hoogste klassering een zilveren medaille bij een Wereldbekerwedstrijd in 2012. Op 28 april 2012 werd bekend dat Ente dat jaar uit mocht komen voor Nederland op de Olympische Spelen in Londen in de gewichtsklasse tot 48 kilogram.
Zij werd daar echter in de eerste ronde al uitgeschakeld door Éva Csernoviczki.
In 2013 werd bekend dat Ente verder zal gaan met judo in de gewichtklasse tot 52 kilogram. Op het EK in Boedapest in april 2013 werd ze in de tweede ronde uitgeschakeld.